# Sarah Maldoror
Sarah Maldoror (Gers, 19 de enero de 1929 - París, 13 de abril de 2020) fue una cineasta francesa de ascendencia africana.

## Primeros años
Sarah Durados nació en 1938 en Gers, hija de inmigrantes de Guadalupe. Tomó su nombre artístico de la novela clásica Los cantos de Maldoror, de Lautréamont.
En París ingresó a una escuela de artes dramáticos. Junto a su esposo, el nacionalista angoleño Mário Pinto de Andrade, recibió una beca y estudió cine con el director soviético Mark Donskoi en Moscú en 1961. Allí conoció al cineasta Ousmane Sembène. Maldoror obtuvo reconocimiento internacional por su largometraje Sambizanga (1972), sobre la Guerra colonial portuguesa acaecida en Angola.

## Carrera
Después de sus estudios, Sarah Maldoror trabajó como asistente en la aclamada película de Gillo Pontecorvo La batalla de Argel (1966). También trabajó como asistente del director africano Ahmed Lallem.
Su cortometraje Monangambee (1968) se basó en la historia del escritor angoleño José Luandino Vieira. El título de esta película de 17 minutos de duración hace referencia a la llamada de los activistas anticoloniales angoleños para señalar una reunión. La película fue rodada con actores no profesionales en Argelia y relata la historia de una pobre mujer que visita a su marido, encarcelado en la ciudad de Luanda. Fue seleccionada en la Quincena de los Realizadores en el Festival de Cannes de 1971, en representación de Angola.
Su primer largometraje, Sambizanga, también se basó en la historia real de Vieira.
Maldoror fue una de las primeras mujeres en dirigir un largometraje en África, por lo que su trabajo se incluye a menudo en estudios sobre el papel de la mujer africana en el cine de ese continente.

«Por la libertad hay que luchar, a todos los niveles; de lo contrario, no tendrás libertad».
Sarah Maldoror, entrevista realizada por la Radio del Museo Reina Sofía.

## Fallecimiento
Falleció el 13 de abril de 2020 en un hospital de París a los noventa y un años a causa de la enfermedad COVID-19.

## Filmografía destacada
- Monangambé, 1968
- Des fusils pour Banta, 1970
- Carnaval en Guinée-Bissau, 1971
- Sambizanga, 1972
- Un carneval dans le Sahel, 1977
- Un dessert pour Constance, 1983
- L'hôpital de Leningrad, 1983
- Le racisme au quotidien, 1983
- Le passager du Tassili, 1987
- Aimé Césaire, le masque des mots, 1986
- Léon Damas, 1995
- L'enfant-cinéma, 1997